# Лангенхан, Анди
Анди Лангенхан (нем. Andi Langenhan; род. 1 октября 1984, Зуль) — немецкий саночник, многократный призёр чемпионатов мира, выступавший за сборную Германии в 2001—2018 годах. Участник Олимпийских игр 2010, 2014 и 2018 годов.
Анди Лангенхан является бронзовым призёром чемпионата мира 2007 года в Оберхофе, он занял третье место в программе мужских одиночных заездов, а также бронзовым призёром чемпионата мира в 2011 года в Чезана-Торинезе, где получил медаль в той же самой дисциплине. Дважды соревновался на чемпионатах Европы, но не поднимался выше пятнадцатого места. Лучший результат на Кубке мира показал в сезоне 2008—2009, когда занял в общем зачёте пятую позицию. На мировом первенстве 2013 года в канадском Уистлере выиграл серебряную медаль мужской одиночной программы.
Ныне живёт в городе Целла-Мелис, в свободное время любит кататься на мотоцикле, интересуется гоночными видами спорта.
Завершил карьеру в 2018 году.